# Hélder Rodrigues

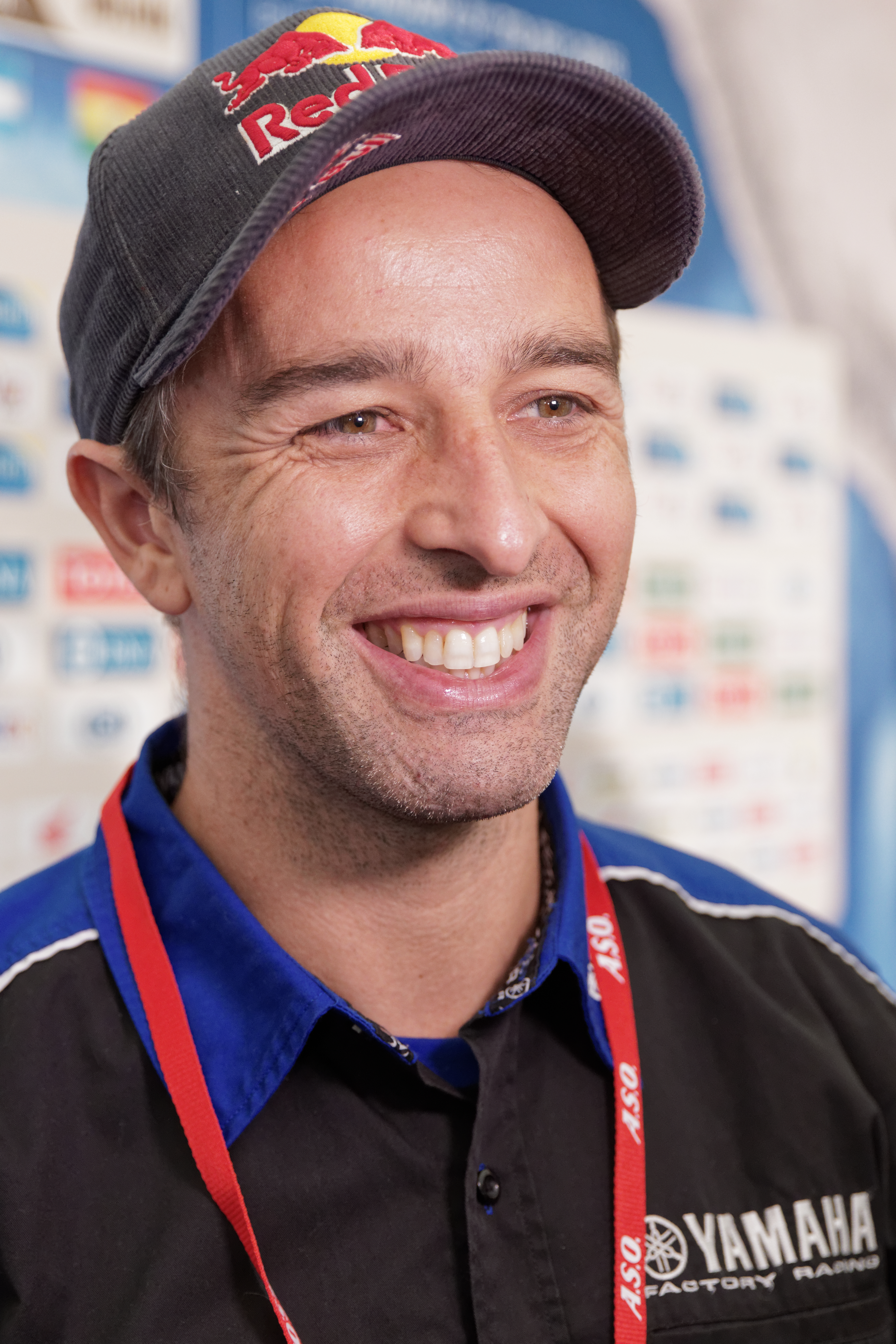
Hélder Rodrigues im November 2015

Hélder Fernando Simões Cerqueira Rodrigues (* 28. Februar 1979 in Lissabon) ist ein portugiesischer Endurorennfahrer.
Er stieg 1994 in den Motocross-Sport ein. Von 1999 bis 2006 wurde er durchgehend portugiesischer Enduro-Meister.
2006 nahm Rodrigues erstmals an der Rallye Dakar teil und wurde Neunter. Im Jahr darauf wurde gelangen ihm bei der Rallye Dakar 2007 seine ersten beiden Etappensiege. In der Gesamtwertung wurde er Fünfter. Bei der Rallye Dakar 2009 wurde er Fünfter und konnte die Schlussetappe für sich entscheiden. Als Gesamtsieger der FIM Cross-Country Rallies World Championship 2011 wurde er Weltmeister.